# 生命三角
生命三角理論（Triangle of Life），又稱黃金三角，是由美國國際救援小組災難部經理道格·庫普所提出的地震逃生理論，此理論與大多數公信力機構所提倡的防震建議背道而馳，其理論聲稱：「在大地震來臨時，人們可以躲進由堅硬物品及坍塌物所產生的三角形保護空間（即生命三角），以避免人員因建築主體結構如一張大餅般平塌造成傷亡，並建議不要躲在桌子底下。」

## 理论
1985年，自称“美国国际救援队”队长的加拿大人道格·库普提出“生命三角”理论：当建筑物倒塌时，落在物体或家具上的屋顶的重力会撞击这些物体，使得靠近它们的地方留下一个空间，这个空间被称作“生命三角”，地震时应该尽快找到“生命三角”。库普还批判了 各国地震救援机构推行的传统避难方式。

## 实验
1996年，道格在土耳其做了一个实验试图证明其正确性。他将20具人体模型分别放于一栋房子的桌子底下和旁边，再用炸药炸毁楼房。现场清理报告指出，桌底10具模型全部受重创，旁边的10具则全部“生还”。由此他得出结论：传统的“伏地、遮蔽、抓稳”方式会导致98%的死亡率；根据生命三角理论，则有90%的存活率。这个实验被拍成纪录片《生命三角》（Triangle of Life）。

## 爭議
该理论受到了很多救援专家的质疑。抗震减灾专家佩特指出，道格的实验中，通过引爆炸药来使房屋倒塌。但在实际的地震中，地震波分为横波和纵波，房屋会受到不同方向上的晃动，同时坍塌也分成房顶平塌、墙体外倒、墙体内倒和房顶M形向下弯折等类型。事后观察地震造成的废墟，可能会找到一些三角空间，但是地震发生时，无法预测地震的方式或倒塌的方向，更不可能预知三角空间的位置。
中華民國消防署、美國國土安全部、美国红十字会、美国地质调查局及許多國家具公信力的機構亦不採信生命三角理論，主要是认为地震發生的情境、人員身處的場所環境，以及世界各國的建筑物耐震結構均不相同，並無法以一概全。且由於重大地震發生瞬間，人員所處之地面或樓地板會劇烈搖晃，第一時間內並不容易立即離開現場，地震同時也會造成室內物品掉落，以及大型家具之移動或倒塌的危險，上述情況都有可能造成人員的傷害。屆時身體躲在堅固桌子所形成的空間，會比「生命三角」要安全。因此這些機構還是建議民眾就地震發生且在室內時，應遵循地震保命三步驟（DHC），才可以有較高的生存機率，其三步驟為：
- 趴下（Drop）：放低身姿趴下，以避免跌倒。
- 掩護（Cover）：雙手保護頭頸部避免遭掉落物品及瓦礫直接傷害，若有遭物品砸中的危險時，在可安全地移動的時候，爬行至堅固的桌子底下。若附近有低矮的家具、堅固的樑柱旁或牆角，且無遭掉落物品砸中之危險時也可提供額外的掩護。另外請遠離玻璃、窗戶、外牆、燈具、冰箱、可能倒落的家具及其他可能倒下來的物品。
- 穩住，抓住桌腳（Hold on）：抓住桌腳或任何堅固的掩護物，當桌子移動時，人員可隨桌子移動以提供掩護，直至地震結束[12]。

同时，“生命三角”的创始人库普也备受质疑。有媒体报道，库普所在的“美国国际救援队”为其自己创建的一家公司，并非隶属于美国政府或是其他权威机构。库普自称曾任联合国减灾小组编号为UNX051的专家，但曾指导过联合国全球减灾十年计划（International Decade for Natural Disaster Reduction，IDNDR）的菲利普·伯乐（Philippe Boulle）称，库普提到的编号只是联合国曾经使用过的电子邮箱地址。

## 外部連結
- 內政部消防署 地震保命3步驟 （页面存档备份，存于）
- 內政部消防署 防震常識 （页面存档备份，存于）